# Sebastian Friesinger
Sebastian Friesinger (* 1961 in Haag in Oberbayern) ist ein deutscher Politiker der CSU. Seit 2023 ist er Abgeordneter im Bayerischen Landtag.

## Leben
1979 erwarb Friesinger den Gesellenbrief als Schreiner. Er ist als Landwirt in Bayern tätig und übernahm 1984 den landwirtschaftlichen Betrieb seiner Eltern. Von 1980 an war er 43 Jahre lang ehrenamtlich als Hochzeitslader tätig.
Von 1990 bis 1994 saß Friesinger im Gemeinderat Pfaffing sowie von 1994 bis 1996 und seit 2014 im Gemeinderat Albaching. Dort war er von 1996 bis 2008 sowie seit 2020 auch 2. Bürgermeister. Im Kreistag Rosenheim ist er seit 1996 Mitglied. Von 2008 bis 2023 war er zudem Mitglied des Bezirkstags Oberbayern.
Bei der Landtagswahl in Bayern 2023 wurde er im Stimmkreis Rosenheim-West als Direktkandidat gewählt und ist daher seit dem 30. Oktober 2023 Abgeordneter im Bayerischen Landtag.
Sebastian Friesinger ist Landesvorsitzender des Bayernbund.